# Die Heartbreakers
Die Heartbreakers ist ein deutscher Musikfilm aus dem Jahr 1983.

## Handlung
Der Film spielt Mitte der 1960er Jahre im Ruhrgebiet. Die Beatwelle ist über Deutschland geschwappt und zahlreiche Amateurbands eifern ihren Vorbildern nach. In Recklinghausen gründen die Freunde Freytag, Schmittchen, Uwe und Guido die Band Die Heartbreakers. Der kleine Pico wird ihr Manager mit dem hochgesteckten Ziel, sie genauso erfolgreich zu machen wie die Beatles oder die Rolling Stones. Die hübsche Lisa möchte unbedingt auch Teil der Band sein. Die Jungs sind jedoch der Meinung, dass ein Mädchen nicht in eine Beatband passt. Gleichzeitig hat Lisa noch ein Problem mit ihrem gewalttätigen Vater. Vor ihm flüchtet sie zu Freytag, der zwar erwachsen und cool sein will, aber noch nicht gelernt hat, seine Gefühle zum Ausdruck zu bringen. Pico organisiert einen ersten Auftritt in einem Gasthaus seines Onkels in Haltern. Der Auftritt wird jedoch zu einem Reinfall, da die spießigen Gäste der Kneipe lieber Schlager als laute Rockmusik hören wollen. Zu allem Unglück wird auch noch die Verstärkeranlage der Band gestohlen. So haben sie keine guten Voraussetzungen, um beim Ruhr-Beatfestival für Amateurbands gegen ihre härtesten Konkurrenten, Die Lightnings aus Herne, zu gewinnen. Eine weitere Konkurrentin ist Lisa, die, unglücklich in Freytag verliebt, aus Trotz als Sängerin der Lightnings am Festival teilnimmt und dieses tatsächlich gewinnt. Freytag sieht nun endlich ein, dass er als Bandleader und als Freund von Lisa einen Fehler gemacht hat.

## Musik
Die Stücke Bring it on home to me und der Siegertitel Lisas Song, die im Film von der Schauspielerin Mary Ketikidou präsentiert werden, singt in Wirklichkeit Ingeburg Thomsen. Außerdem singen Matthias Kartner, David Hanselmann, Kim Merz sowie die Bands Pille Palle und die Ötterpötter aus Berlin als 'Die Fünf Tornados', X-Rays aus Dortmund als 'Die Lightnings' sowie die Schüler-Rock-Gruppe 'Treff' aus Herne als 'Die Short Boys'. Zu der unter dem Namen 'Die Raiders' auftretenden Gruppe gibt es keinen tatsächlichen Bandnamen. Einen Gastauftritt hat im Film auch der 'Quartettverein Stahl und Eisen 1934' aus Dortmund.

## Produktion
Der Film ist eine Koproduktion von tura-film, München, mit Pro-ject im Filmverlag der Autoren, München, und dem WDR in Köln.

## Kritiken
„Eine mit Witz und Spannung warmherzig erzählte Kinogeschichte mit gelegentlichem Hang zu etwas treuherzig-trivialer Romantisierung, die ebenso behutsam wie schwungvoll die Schwierigkeiten von Jugendlichen im Umgang mit ihren Gefühlen deutlich macht.“

- „Beatfilm (…); für Freunde der Szene.“ (Wertung: 1½ Sterne = mäßig) – Adolf Heinzlmeier und Berndt Schulz in Lexikon „Filme im Fernsehen“ (Erweiterte Neuausgabe). Rasch und Röhring, Hamburg 1990, ISBN 3-89136-392-3, S. 346

Die Filmbewertungsstelle Wiesbaden verlieh der Produktion das Prädikat wertvoll.

## Auszeichnungen
Der Film gewann 1983 den Deutschen Filmpreis in Silber, den Gilde-Filmpreis in Silber und den Bayerischen Filmpreis als beste Nachwuchsproduktion.

## DVD-Veröffentlichung
- Die Heartbreakers, Filmverlag Fernsehjuwelen, 2011